# Szabó Zoltán (színművész, 1974)
Szabó Zola (Budapest, 1974. november 14. –) magyar színész.

## Életpályája
A színművészet alapjaival a Békéscsabai Jókai Színház stúdiójában ismerkedett meg. 1996–2000 között a Színház- és Filmművészeti Főiskola hallgatója volt. 2000–2001 között az Új Színház, 2001–2006 között a nyíregyházi Móricz Zsigmond Színház tagja volt. 2006-tól a tatabányai Jászai Mari Színházban dolgozott.

## Filmes és televíziós szerepei
- Kisváros (2001)
- Pánik (2008)
- Kolorádó Kid (2010)
- Átok (2012)
- Munkaügyek (2017)
- Tóth János (2017)
- Egynyári kaland (2019)
- A hentes (2021)
- Blokád (2022)
- A renitens (2024)